# Massaker von Nemmersdorf

Schlagzeile in der Braunschweiger Tageszeitung vom 27. Oktober 1944

Als Massaker von Nemmersdorf werden die Ereignisse um den 21. Oktober 1944 im damals deutschen Dorf Nemmersdorf in Ostpreußen (heute Majakowskoje, Russland) bezeichnet, bei denen nach heutigen Erkenntnissen zwischen 19 und 30 Menschen getötet wurden, nachdem die Rote Armee den ostpreußischen Ort besetzt hatte. Im Kern dieser Ereignisse steht die Erschießung von 13 einheimischen Zivilisten, die sich vor den Kampfhandlungen zwischen der Wehrmacht und den sowjetischen Truppen in einen Bunker geflüchtet hatten. Hinzu kommen sechs weitere Nemmersdorfer und möglicherweise auch einige ortsfremde Personen, die bei der Einnahme Nemmersdorfs ums Leben kamen. Die Hintergründe für den Tod der dortigen Zivilisten sind bis heute nicht restlos geklärt.
Nachdem sich die Rote Armee aus Nemmersdorf zurückgezogen hatte, versuchte das deutsche Reichsministerium für Volksaufklärung und Propaganda, die Geschehnisse in der Ortschaft im Sinne des nationalsozialistischen Regimes zu deuten. Ziel war es, die Reserven der deutschen Bevölkerung gegen die vorrückenden Sowjettruppen zu mobilisieren, indem man diese als grausame Invasoren darstellte. Zu diesem Zweck wurden nachträglich Aufnahmen mit Erschossenen unbekannter Herkunft angefertigt und propagandistische Berichte verbreitet, die von methodischen Folterungen, Vergewaltigungen und Morden sprachen. Das Ziel, die deutsche Bevölkerung und die Weltgemeinschaft zum Kampf gegen die Rote Armee zu motivieren, verfehlte diese Propaganda aber.
In der Bundesrepublik Deutschland wurde Nemmersdorf zum Symbol für die Erlebnisse der ostdeutschen Bevölkerung gegen Ende des Zweiten Weltkriegs. Die Schilderungen und Todesopfer aus der NS-Propaganda wurden noch einmal gesteigert. Dabei wurde auf angebliche Augenzeugenberichte Bezug genommen, die weder mit der Darstellung der NS-Propaganda noch mit der heute rekonstruierbaren Quellenlage übereinstimmen. In der DDR und in der Sowjetunion wurde das Massaker von Nemmersdorf tabuisiert beziehungsweise als bloße Propagandaaktion des NS-Regimes dargestellt. In Russland wird eine Verantwortung sowjetischer Truppen für die Erschießungen bis heute abgestritten. Nemmersdorf gilt in Deutschland nach wie vor als Symbol für Verbrechen der Roten Armee gegen die deutsche Bevölkerung. Erst mehrere Jahrzehnte nach den Ereignissen trug der deutsche Autor Bernhard Fisch zu einer maßgeblichen Revision der über Jahrzehnte tradierten Berichte über das Massaker von Nemmersdorf bei. Die Rezeption der Nemmersdorfer Ereignisse gilt als symptomatisch für die einseitige öffentliche Aufarbeitung des Komplexes Krieg und Vertreibung in den jeweiligen Ländern.

## Hergang

### Kriegslage
Bis Ende Oktober 1944 hatte die Rote Armee weite Teile der von der Wehrmacht besetzten sowjetischen Gebiete zurückerobern können. In der Operation Bagration hatte sie die deutschen Truppen aus Belarus verdrängt und konnte bis August an die ostpreußische Grenze, an die Weichsel und nach Riga vordringen. Damit hatte die Rote Armee die deutschen Gebietsgewinne des Überfalls auf die Sowjetunion von 1941 praktisch revidiert, hatte aber die Grenzen des Deutschen Reiches von 1937 noch nicht überschritten. Ausschlaggebend für das Ende der sowjetischen Sommeroffensive waren vor allem die hohen Verluste, die ausgeglichen werden mussten, sowie überdehnte Nachschubwege. Einige Divisionen der Roten Armee lagen mit 2.000 bis 3.000 Soldaten weit unter ihrer Sollstärke von rund 10.000 Mann. Die verbliebenen Reserven reichten nicht aus, um nennenswerte Gebietsgewinne auf deutschem Territorium zu machen. Allerdings bemühte sich der sowjetische Generalstab, zum 27. Jahrestag der Oktoberrevolution einen solchen Erfolg an Stalin melden zu können. Die Armeeführung hatte für die zweite Oktoberhälfte geplant, mit der 1. Baltischen Front und der 3. Weißrussischen Front im Rahmen der Gumbinnen-Goldaper Operation die deutschen Truppen im nördlichen Ostpreußen zu zerschlagen, um damit ganz Ostpreußen zu besetzen. Es gelang der Roten Armee aber nicht, sich gegen die 4. Armee durchzusetzen, unter anderem, weil die 1. Baltische Armee unter Howhannes Baghramjan an der Memel Halt machte und nicht übersetzte. Die Gebietsgewinne entsprachen lediglich rund 150 km. Einzig die 11. sowjetische Gardearmee konnte auf ostpreußisches Gebiet vordringen und erreichte am 21. Oktober 1944 den Kreis Gumbinnen, wo sie auf die 4. Armee der Wehrmacht traf und sich mit ihr erbitterte Gefechte lieferte.
Nemmersdorf hatte mit der einzigen befahrbaren Betonbrücke in weitem Umkreis über die Angerapp eine strategische Schlüsselrolle. Die nächste für Panzer passierbare Brücke lag 6 km weiter flussabwärts in Sabadschuhnen, südlich von Nemmersdorf lag die nächste Brücke 26 km flussaufwärts in Darkehmen. Seine Lage verschaffte Nemmersdorf aber nicht nur militärische Bedeutung: Als Reaktion auf den Vorstoß der Roten Armee hatte Fritz Feller, Bauernführer des Orts und Kreises Gumbinnen, mit den Kreisbehörden am 20. Oktober 1944 die Evakuierung der Bevölkerung in den südwestlich gelegenen Kreis Gerdauen beschlossen. Die Bewohner von etwa 20 östlich der Angerapp gelegenen Dörfern waren gezwungen, mit ihren Trecks Nemmersdorf zu durchqueren. Bis auf einen führten alle Trecks der Umgebung über Nemmersdorf, weshalb sich die Flüchtlingszüge an der Brücke stauten, hinzu kamen Militärfahrzeuge auf dem Rückzug vor der herannahenden 25. sowjetischen Panzerbrigade. Warum die Wehrmacht die Brücke nicht sprengte und den herannahenden Truppen so den Weg abschnitt, ist unklar. Die Brücke war nach Augenzeugenberichten bereits vermint, als ein Treck aus Kuttkuhnen in der Nacht vom 19. zum 20. Oktober Nemmersdorf erreichte. Bernhard Fisch vermutet, dass die Verantwortlichen vor Ort aus Rücksicht auf wartende Flüchtlingstrecks nicht sprengten. Viele Wartende verließen teils aus Ungeduld, teils aus Angst ihre Habseligkeiten und überquerten die Brücke nach Nemmersdorf zu Fuß.
Nemmersdorf war nach sowjetischen Aufzeichnungen östlich der Brücke durch zwei Schützengräben, einen Panzergraben, eine Stacheldrahtlinie sowie befestigte und unbefestigte MG-Nester der Wehrmacht geschützt. Die Rote Armee selbst setzte beim Sturm auf Nemmersdorf nach eigenen Angaben zehn 75-mm-Geschütze, vier Zugmaschinen und 150 Soldaten außer Gefecht. Am frühen Morgen des 21. Oktobers, etwa gegen 6:30 Uhr, erreichten zuerst die Vorhut, später die Panzer des 2. Bataillons der 25. Panzerbrigade die Nemmersdorfer Brücke, an der sich nach wie vor die Flüchtlingszüge stauten. Vor Ort war es schon hell, aber überaus neblig. Die sowjetischen Panzer mussten sich zunächst durch die Menge der wartenden Wagen kämpfen. Die Brücke freizuräumen war vor allem deswegen schwierig, weil die Wagen dicht gedrängt standen. Zudem liefen die polnischen Kriegsgefangenen, die die Wagen zumeist lenken mussten, zu den Sowjetsoldaten über, als diese auftauchten. Gegen 7:30 Uhr war die Brücke schließlich von der Roten Armee eingenommen, um etwa 8:00 Uhr hatte sie die Umgebung bis zum Gut Pennacken gesichert, das nordwestlich von Nemmersdorf lag.

### Sowjetische Besetzung

Nemmersdorf mit den Schauplätzen der Ereignisse vom Oktober 1944

Die meisten der 637 Nemmersdorfer hatten den Ort bereits verlassen, als ihn die Rote Armee einnahm. Vor allem die Einwohner, die nicht über Pferde und Wagen verfügten, alt waren oder an einer Krankheit litten, blieben im Dorf zurück. Insgesamt war es wohl nur eine kleinere zweistellige Zahl, hinzu kamen die an der Brücke verharrenden Flüchtlinge aus den östlich gelegenen Dörfern, die die Rotarmisten gegen Nachmittag des 21. Oktober wieder abziehen ließen. Die Vorfälle vom 21. bis zum 23. Oktober 1944 sind schwierig zu rekonstruieren, da nur wenige Augenzeugenberichte vorliegen. Zudem wurden diese Berichte mit großem zeitlichen Abstand angefertigt oder durch Dritte mündlich überliefert. Ihre Autoren standen meist der NSDAP nahe und stimmten sich vermutlich auch aufgrund persönlicher Beziehungen untereinander ab. Bernhard Fisch stuft die Berichte der namentlich bekannten Augenzeugen als authentisch ein, macht aber bei einigen Aspekten Abstriche an ihrer Aussagekraft. Auch einen Bericht der nicht namentlich bekannten Frau des Dorfpolizisten, den erstmals Fritz Leimbach 1956 zitierte, stuft Fisch als seriös ein: Die Frau sei mit ihren beiden Kindern aus dem Ort geflohen, als der Gefechtslärm näher rückte. Dabei habe sie ein Wehrmachtspanzer überholt, ohne anzuhalten, obwohl sie der Besatzung zurief, sie mitzunehmen. Kurz darauf habe sie jedoch ein russischer Offizier in einem Panzerspähwagen mitgenommen, außerhalb des Ortes abgesetzt und, so Leimbach, in gutem Deutsch vor seinen Kameraden gewarnt. Auch der Malermeister Johannes Schewe, der gegen Morgen des 21. Oktober zu seinem Haus ging, konnte die sowjetischen Soldaten passieren, wurde später von einem Offizier auf Deutsch befragt und konnte den Ort schließlich ungehindert verlassen. Auf der Angerappbrücke wurden die Flüchtlingstrecks hingegen von sowjetischen Soldaten durchsucht, gegen Nachmittag des 21. Oktobers wurde das verlassene Gepäck dort auch geplündert, so die Augenzeugin Gerda Meczulat. 14 Zivilisten – Einwohner von Nemmersdorf und evakuierte Verwandte, darunter auch Gerda Meczulat – hatten sich bei der Einnahme Nemmersdorfs aus Angst vor Panzergeschossen in einen behelfsmäßigen Bunker zurückgezogen, der im Süden des Dorfes an einem Kanaldurchbruch errichtet worden war. Nachdem es ruhiger geworden war, seien einige Stunden später zunächst ihr Vater Eduard, später Karl Kaminski, ebenfalls ein Nemmersdorfer, zu ihren Häusern zurückgegangen, um Kaffee und Decken zu holen. Während ihr Vater von den Rotarmisten durchsucht und dann durchgelassen worden sei, habe man Kaminski den Zutritt zu seinem Haus verwehrt, dieser sei unverrichteter Dinge in den Bunker zurückgekehrt. Am frühen Nachmittag erschienen schließlich sowjetische Soldaten im Bunker, sprachen mit Meczulats Vater, durchsuchten das Handgepäck und spielten mit den anwesenden Kindern. Gegen Abend sei ein höherer Offizier erschienen, woraufhin es zu einer Auseinandersetzung zwischen diesem und einem anderen Soldaten gekommen sei. Anschließend seien die Zivilisten aus dem Bunker kommandiert worden und vor dem Ausgang mittels Kopfschüssen getötet worden. Lediglich Gerda Meczulat überlebte, weil sie krankheitsbedingt hinfiel. Sie erlitt zwar einen Kopfschuss, lebenswichtige Organe wurden aber verfehlt. Meczulat wurde einen Tag später von Soldaten der Wehrmacht nach Osterode und später ins Krankenhaus nach Neuruppin gebracht.
Auf dem Gut Schrödershof des Nemmersdorfer Bürgermeisters Johannes Grimm hatte sich gegen 7 Uhr ein Flüchtlingstreck in Bewegung gesetzt, so dessen Frau Margot. Er sei kurz darauf von sowjetischen Soldaten angehalten worden, lediglich der erste Wagen des Trecks sei unter Gewehrfeuer davongefahren. Die Rotarmisten hätten die Flüchtlinge zum Absteigen gezwungen und durchsucht. Den Männern seien Armbanduhren abgenommen worden, anschließend sei ihr Mann zur Seite geführt und durch einen Schuss in die Schläfe getötet worden. Von polnischen Zwangsarbeitern sei sie verkleidet und als Polin ausgegeben worden, wodurch sie verschont geblieben sei. Die Gemeindekrankenschwester wurde in Nemmersdorf von sowjetischen Soldaten getreten und schwer verletzt. Abgesehen von den Erschießungen decken sich diese gemischten Eindrücke der Nemmersdorfer von Rotarmisten mit denen aus Dörfern der Umgebung: Im südwestlich von Nemmersdorf gelegenen Tutteln (russisch Sytschjowo) nahmen sowjetische Truppen am 22. Oktober Zivilisten zum Schutz vor Geschützfeuer mit in einen Unterstand. Auf dem östlich der Brücke gelegenen Gut Eszerischken verhielten sich Rotarmisten am gleichen Tag zunächst freundlich gegenüber den Bewohnern, später vergewaltigten jedoch zwei Angehörige der Roten Armee eine junge Frau. Am Montag, dem 23. Oktober, spielten sie nach Angaben von Augenzeugen offenbar mit dem Gedanken, die Gutsbewohner zu erschießen, ließen jedoch nach dem Protest polnischer Zwangsarbeiter von diesem Vorhaben ab. Nach Angaben von Erika Feller, die allerdings nicht vor Ort war, kamen außer den Insassen des Bunkers und dem Bürgermeister auch mindestens zwei Flüchtlingsfrauen aus Eszerischken an der Brücke ums Leben, als die Rote Armee den Ort hielt. Die Gemeindeseelenliste weist neben sieben von Rotarmisten erschossenen Nemmersdorfern aus dem Bunker auch noch die Namen Bernhard Brosius, Berta Aschmoneit, die Witwe Hilgermann und das Ehepaar Wagner auf.
| Name                             | Herkunft         | Alter     | Todesumstände                                             |
| -------------------------------- | ---------------- | --------- | --------------------------------------------------------- |
| Berta Aschmoneit                 | Nemmersdorf      | 70        | In ihrem Haus durch eine Kugel getötet                    |
| Bernhard Brosius                 | Nemmersdorf      | * 1885    | unbekannt                                                 |
| Johannes Grimm                   | Nemmersdorf      | 37        | Auf Gut Schrödershof von sowjetischen Soldaten erschossen |
| Fr. Hilgermann                   | Nemmersdorf      | ca. 60    | unbekannt                                                 |
| Helene Hilbermann                | Nemmersdorf      | unbekannt | Am Kanaldurchbruch von sowjetischen Soldaten erschossen   |
| Friedrich Hobeck                 | Nemmersdorf      | ca. 72    | Am Kanaldurchbruch von sowjetischen Soldaten erschossen   |
| Amalie Hobeck                    | Nemmersdorf      | ca. 74    | Am Kanaldurchbruch von sowjetischen Soldaten erschossen   |
| Karl Kaminski                    | Nemmersdorf      | * 1865    | Am Kanaldurchbruch von sowjetischen Soldaten erschossen   |
| Fr. Kaminski (Ehefrau)           | Nemmersdorf      | unbekannt | Am Kanaldurchbruch von sowjetischen Soldaten erschossen   |
| Fr. Kaminski (Schwiegertochter)  | Nemmersdorf      | unbekannt | Am Kanaldurchbruch von sowjetischen Soldaten erschossen   |
| Verwandter von Kaminskis         | Gumbinnen        | unbekannt | Am Kanaldurchbruch von sowjetischen Soldaten erschossen   |
| Verwandte von Kaminskis          | Gumbinnen        | unbekannt | Am Kanaldurchbruch von sowjetischen Soldaten erschossen   |
| Enkelkind von Kaminskis          | Nemmersdorf      | unbekannt | Am Kanaldurchbruch von sowjetischen Soldaten erschossen   |
| Enkelkind von Kaminskis          | Nemmersdorf      | unbekannt | Am Kanaldurchbruch von sowjetischen Soldaten erschossen   |
| Enkelkind von Kaminskis          | Nemmersdorf      | unbekannt | Am Kanaldurchbruch von sowjetischen Soldaten erschossen   |
| Enkelkind von Kaminskis          | Nemmersdorf      | unbekannt | Am Kanaldurchbruch von sowjetischen Soldaten erschossen   |
| Amalie Klaus                     | Nemmersdorf      | * 1881    | Am Kanaldurchbruch von sowjetischen Soldaten erschossen   |
| Maria Koch                       | Skardupchen      | * 1897    | unbekannt                                                 |
| Eduard Meczulat                  | Nemmersdorf      | 71        | Am Kanaldurchbruch von sowjetischen Soldaten erschossen   |
| Hr. Susat                        | Nemmersdorf      | ca. 70    | Am Kanaldurchbruch von sowjetischen Soldaten erschossen   |
| Hr. Wagner                       | Nemmersdorf      | ca. 65    | unbekannt                                                 |
| Fr. Wagner                       | Nemmersdorf      | ca. 65    | unbekannt                                                 |
| Grete (Gertrud) Waldowski        | Kopischken       | 19        | Durch Kopfschuss getötet                                  |
| Hr. M. Zahlmann                  | Gerwischken      | unbekannt | erschossen                                                |
| Zz Name unbekannt (Arbeiterfrau) | Gut Eszerischken | unbekannt | unbekannt                                                 |
| Zz Name unbekannt (Arbeiterfrau) | Gut Eszerischken | unbekannt | unbekannt                                                 |

Neben den hier aufgelisteten Opfern gab es weitere Personen, bei denen nicht sicher festzustellen ist, wo sie sich während der Ereignisse in und um Nemmersdorf aufhielten und wie sie ums Leben kamen. Dazu gehörten eine Schwester von Berta Aschmoneit und eine weitere Arbeiterfrau aus Eszerischken. Aus einem Treck aus Schameitschen wurden möglicherweise Herta und Margitta Brandtner durch Schüsse getötet. Aus den Trecks wurden zudem das Ehepaar Friedrich (* 1868) und Matilde Rossian (* 1875) aus Matzutkehmen und ein Mann namens Bahr aus Augstupönen als vermisst gemeldet. Legt man vertrauenswürdige Augenzeugenberichte, die Gemeindeseelenlisten und Fragebogenberichte zugrunde, so beläuft sich die Gesamtzahl der Toten in Nemmersdorf auf 23 bis 30. Die Berichte der Offiziere der Wehrmacht Hans Hinrichs und Karl Fricke, die Bernhard Fisch als seriös bewertet, kommen auf insgesamt 26 Todesopfer in und um Nemmersdorf. Abgesehen von den durch Augenzeugen bezeugten Erschießungen lässt sich aber nicht feststellen, welche der Opfer mutwillig getötet wurden. Auch unbeabsichtigte Todesfälle unter der Zivilbevölkerung etwa durch Panzergranaten von Wehrmacht oder Roter Armee sind möglich. Eine solche Interpretation wurde in der bundesdeutschen Literatur aber in der Regel zugunsten der These fallengelassen, die Menschen seien durch Sowjetsoldaten gezielt ermordet worden.

### Rückeroberung und Inspektion
Bereits in der Nacht zum 21. Oktober 1944 hatte die Wehrmacht in der Garnison Insterburg Alarmeinheiten aufgestellt. Das deutsche Panzergrenadier-Ersatzbataillon 413 schickte in der Nacht zum 22. Oktober etwa 100 Mann nach Nemmersdorf, die von Oberleutnant Louis Rubbel und Feldwebel Helmut Hoffmann angeführt wurden und das Dorf von Westen angriffen. Sie konnten die Angerapphöhe südlich des Dorfes erreichen, während Einheiten der Fallschirm-Panzer-Division Hermann Göring unabhängig von ihnen das Dorf von Nordwesten angriffen. Nach mehreren Gefechten im Laufe des 22. Oktobers zog sich die Rote Armee am 23. Oktober 1944 gegen 2:30 Uhr aus Nemmersdorf zurück.
Der Rückzug der Roten Armee wurde von den deutschen Truppen erst nach etwa sechs bis acht Stunden am Morgen des 23. Oktobers bemerkt. Zu den ersten Deutschen, die den Ort danach inspizierten, gehörten Helmut Hoffmann und der Soldat Harry Thürk aus der Division Hermann Göring. Auch der Kreisbauernführer Fritz Feller begab sich umgehend nach Nemmersdorf, als er vom Abzug der Sowjettruppen erfuhr. Am 23. oder 24. Oktober traf mit Karl Gebhardt nicht nur ein SS-Generalleutnant, sondern auch der Leibarzt von Heinrich Himmler ein. Als die ersten offiziellen Inspekteure der Geheimen Feldpolizei am 25. Oktober in Nemmersdorf eintrafen, waren dort bereits zahlreiche Angehörige der SS und NSDAP anwesend, darunter drei Sicherheitspolizisten aus Gumbinnen, eine Abordnung der SS-Standarte Kurt Eggers sowie eine NSDAP-Kommission unter dem ostpreußischen Gaupropagandaleiter Märtins. Darüber hinaus hatten auch die Heeresgruppe Mitte und die Luftwaffe jeweils einen Kriegsberichterstatter nach Nemmersdorf abkommandiert, zu denen am 25. Oktober auch noch Hans Hinrichs vom Oberkommando der Wehrmacht, ein Kriegsgerichtsrat Groch und Hauptmann Karl Fricke vom Oberkommando der 4. Armee stießen. Die Vertreter von Wehrmacht und SS wurden unabhängig voneinander nach Nemmersdorf entsandt, was sich daran ablesen lässt, dass die ersten SS-Einheiten vor den offiziellen Inspekteuren der Wehrmacht in Nemmersdorf eintrafen, offenbar war ein direkter Nachrichtenweg von der ostdeutschen Front zum SS-Reichsführer Heinrich Himmler vorhanden.

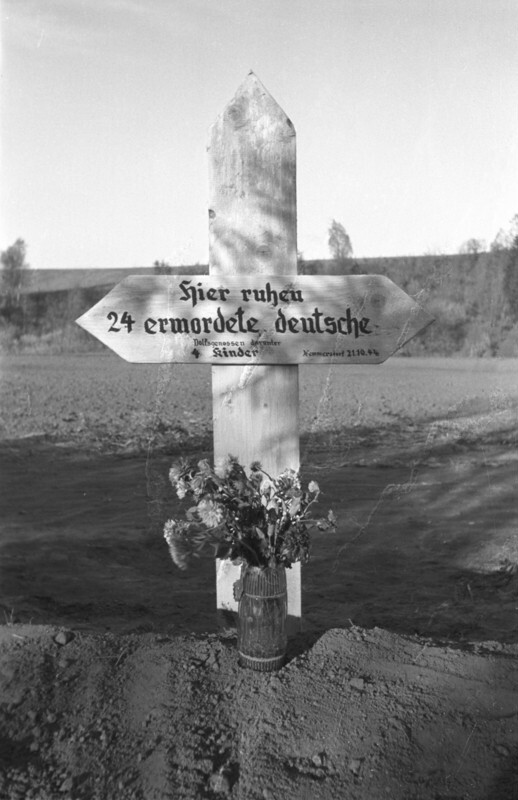
Eines der 1944 angelegten Massengräber. Im heutigen Majakowskoje gibt es keinen Grabstein, der auf Einzel- oder Massengräber hinweist.

Von diesen frühen Zeugen liegen Berichte von Hoffmann, Thürk, der Geheimen Feldpolizei sowie von Hinrichs und Fricke vor. Hoffmann gab seine Beobachtungen etwa 65 Jahre später Bernhard Fisch zu Protokoll, alle anderen Zeugen verfassten sie schriftlich. Alle Berichte aus dieser Zeit stimmen stark überein, sowohl hinsichtlich der Szenerie als auch mit Blick auf die Opferzahlen. Vermerkt wurden Tote am Kanalbunker (neun bis zehn), in den Häusern östlich des Dorfplatzes (eine alte Frau in ihrem Wohnzimmer, im gegenüberliegenden Haus ein Ehepaar und eine junge Frau, Grete Waldowski) sowie an der Brücke (zwei Frauen und ein Säugling). Abseits der Hauptstraße berichtete Harry Thürk von einem toten älteren Mann auf einem Misthaufen, dem eine Mistgabel im Brustkorb steckte. Darüber hinaus vermerkt Thürk eine Frau, die an einen Scheunenflügel aufgehängt worden und, kurz nachdem er sie gesehen hatte, abgenommen worden sei. In der Frage, ob es in Nemmersdorf zu Vergewaltigungen kam, sind sich die Berichte uneinig: Hoffmann verneint dies, die Geheime Feldpolizei hielt sie bei einer Frau auf der Brücke für möglich. Die im Dorf gefundenen Leichen wurden von den Inspekteuren zunächst der Hitze wegen in einem Massengrab auf dem Dorffriedhof beerdigt. Später wurden die Leichen exhumiert und untersucht, die Geheime Feldpolizei notierte 13 Frauen, acht Männer und fünf Kinder. Von den Leichen wurden anschließend Fotos angefertigt, es ist aber unklar, wie stark die Leichen für die Bilder manipuliert wurden. Wenn diese ersten Bilder mit den später vom deutschen Propagandaministerium verbreiteten identisch sind, wurden den Frauen zumindest die Röcke hoch- und die Unterwäsche herabgezogen. Dies legt bereits eine propagandistische Absicht nahe, Überlegungen der Pietät hätten hingegen eine Bedeckung der Toten nach sich gezogen, so Bernhard Fisch. Unklar ist auch, wer die Toten identifizierte, hierzu machen die Quellen widersprüchliche Angaben. Wahrscheinlich handelte es sich um Gertrud Hobeck, die als Krankenschwester in Insterburg tätig war und ihre Eltern und andere Dorfbewohner erkannte. Die aus dem Kreis Darkehmen stammende Grete Waldowski wurde offenbar anhand ihrer Kennkarte identifiziert. Der weitere Verbleib der Leichen ist ungeklärt: Im heutigen Majakowskoje gibt es keinen Grabstein, der auf Einzel- oder Massengräber hinweist. Auch Fotos von einer solchen Grabstätte existieren nicht. Eine anonyme Bestattung wäre selbst für die Endphase des Zweiten Weltkrieges äußerst ungewöhnlich, im Frühjahr 1945 wurden selbst in der Schlacht gefallenen Soldaten noch an Ort und Stelle Grabkreuze mit Inschrift gesetzt.
Der Zustand des Dorfes nach den Kampfhandlungen ist unklar: Laut Thürk sei es weitgehend unbeschadet gewesen, was er angesichts des Artilleriebeschusses durch die Wehrmacht erstaunt zur Kenntnis genommen habe. Auch Bernhard Fisch, der das verlassene Dorf am 27. Oktober 1944 als junger Soldat in Augenschein nahm, beschreibt den westlichen Teil Nemmersdorfs als völlig intakt. Während Fritz Feller dies in seinem Fragebogenbericht von 1944 bestätigte, reichen die Schilderungen von ehemaligen Nemmersdorfern in späteren Jahrzehnten von mehreren zerstörten Häusern bis hin zu einer völligen Zerstörung des Dorfs; Fritz Feller selbst sprach später davon, der Ort sei zu zwei Dritteln zerstört gewesen. Diese Diskrepanzen lassen sich zum Teil durch unterschiedlich betroffene Ortsteile erklären. Zudem ist es möglich, dass durchziehende Landser das verlassene Dorf nach dem Abzug der ersten Inspekteure verwüsteten, wie dies auch im Umland von Nemmersdorf vorkam.

## Propagandistische Instrumentalisierung

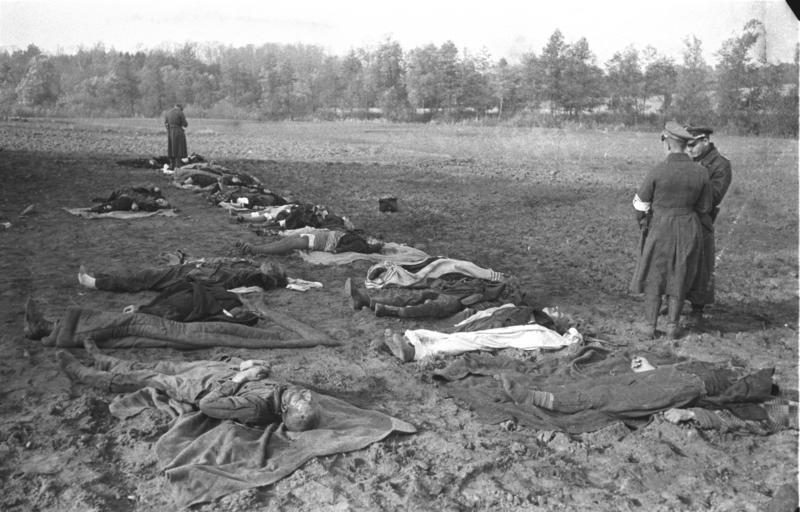
Aufnahme einer deutschen Propagandakompanie mit Leichen in Nemmersdorf. Tote Frauen wurden bewusst mit hochgezogenen Röcken fotografiert, um sie als Vergewaltigungsopfer darzustellen.

Das deutsche Reichspropagandaministerium unter Joseph Goebbels erkannte die Bedeutung der Nemmersdorfer Vorfälle für eine propagandistische Auswertung, möglicherweise wurden bereits vor der Einnahme Nemmersdorfs durch die Rote Armee Vorbereitungen für eine entsprechende Instrumentalisierung getroffen. So war dem Ministerium der Stimmungsumschwung in der deutschen Bevölkerung bekannt, die der NS- und Wehrmachtführung angesichts der fortgesetzten Niederlagen deutscher Truppen an der Ost- und Westfront 1944 zunehmend skeptisch gegenüberstand. Es arbeitete intensiv an Gegenmaßnahmen, um die Kriegsmoral der Deutschen wiederherzustellen. Noch bevor die Wehrmacht das Dorf angriff, gingen leitende Stellen von der Gewissheit aus, dass in Nemmersdorf Zivilisten umgebracht worden waren.

### Öffentlichkeitskampagne
Nachdem ihn die ersten Berichte aus Nemmersdorf erreicht hatten, notierte Goebbels in seinem Tagebuch, dass er zu Nemmersdorf eine große Presseerklärung plane. Auf Basis der Berichte von NSDAP-, SS- und Wehrmacht-Angehörigen vor Ort erschien schließlich am 27. Oktober 1944 im Völkischen Beobachter und anderen reichsdeutschen Zeitungen ein Artikel über Nemmersdorf. Er nannte keine genaue Opferzahl, fügte aber zu den Toten aus den frühen Berichten „mehrere niedergemachte Frauen“ hinzu, die allesamt per Genickschuss getötet und ausgeraubt worden seien. Der Völkische Beobachter behauptete außerdem, dass alle Häuser Nemmersdorfs von Rotarmisten geplündert und zerstört worden seien, dass die Evakuierung des Orts planmäßig verlaufen sei und dass es sich beim Einrücken der Roten Armee über einen plötzlichen Vorstoß gehandelt habe, der einige Dorfbewohner überrascht habe. Am Tag darauf folgte eine Reportage eines PK-Mannes und ein ausführlicherer Bericht, der auch Todesopfer aus der weiteren Region behandelte und auf insgesamt 61 Tote kam. Die Belastbarkeit dieser Zahlen ist ungeklärt. Der Völkische Beobachter subsumierte alle Toten unter dem Stichwort Nemmersdorf, um die propagandistische Wirkung zu verstärken. Wochenschauaufnahmen zeigten Bilder der Propagandakompanie, auf denen mehrere Frauen mit hochgezogenen Röcken und ein vollständig zerstörtes Dorf zu sehen waren. Zwei Tage später folgten nachweislich falsche Berichte in den NS-nahen Zeitungen Fritt Folk (Oslo) und Courrier de Genève (Genf), die die Artikel im Völkischen Beobachter bestätigten oder an Drastik noch übertrafen.

### Untersuchungskommission
Parallel dazu richtete Goebbels eine internationale Untersuchungskommission ein, die mit dem Esten Hjalmar Mäe als Vorsitzenden und als Mitglieder, mit Ausnahme eines Schweizer Arztes, nur Angehörige von besetzten oder verbündeten Staaten hatte. Sie befragten am 31. Oktober 1944 den Volkssturmmann Emil Radünz, den Kriegsgerichtsrat Paul Groch, Hans Hinrichs, Charlotte Müller von Gut Eszerischken, einen Stabsarzt namens William, einen Leutnant Saidat und einen Reporter Keiner von der Luftwaffe, der die Aufnahmen aus Nemmersdorf angefertigt hatte. Die Zeugen wurden vor ihrer Befragung durch Eberhard Taubert unter vier Augen belehrt; ihre Aussagen wurden mit ihm zuvor durchgesprochen. Insbesondere die Schilderungen von Radünz und Saidat spitzten die Darstellungen der NS-Presse noch einmal zu. So war von Verschleppungen nach Sibirien, ausnahmsloser Vergewaltigung aller Nemmersdorferinnen und einem toten Schweizer die Rede. Auch über die Tagung der Untersuchungskommission berichtete der Völkische Beobachter. Sie war für Goebbels nicht nur ein Versuch, die deutsche Öffentlichkeit noch weiter aufzurütteln, sondern richtete sich vor allem auch an ausländische Staaten und Medien, die damit für den Kampf gegen die Sowjetunion gewonnen werden sollten.
Weder die inländische Pressekampagne noch die Untersuchungsmission hatte jedoch nennenswerte Erfolge. Der NS-Propaganda gelang es nicht, Fragen nach den Ursachen des sowjetischen Vorstoßes und ihrer Evakuierungspolitik in der Bevölkerung zu zerstreuen. So wurde etwa die Frage laut, warum Zivilisten im Kampfgebiet nicht rechtzeitig in Sicherheit gebracht worden seien, worauf die Propaganda sowohl vorschob, die Ernte habe noch eingeholt werden müssen, als auch behauptete, das Gebiet sei bereits evakuiert gewesen und lediglich Flüchtlinge seien unter den Opfern gewesen. Der Sicherheitsdienst des Reichsführers SS berichtete aus Stuttgart, die expliziten Darstellungen des Massakers von Nemmersdorf würden in der Bevölkerung als „schamlos“ empfunden und in einen Zusammenhang mit dem Holocaust gerückt, über den man durch heimkehrende Soldaten wusste: „Die Juden sind doch auch Menschen. Damit haben wir den Feinden ja vorgemacht, was sie im Falle eines Sieges mit uns machen dürfen“. Insofern sei die Propaganda kontraproduktiv. Goebbels verbuchte seine Aktion am 10. November 1944 als Misserfolg in seinem Tagebuch und äußerte sich bis Dezember 1944 überhaupt nicht mehr zu den Vorfällen. Die Wehrmachtführung entschloss sich im Januar 1945, verschiedene Offiziere der Roten Armee wegen Kriegsverbrechen in Nemmersdorf anzuklagen, was jedoch angesichts der Kriegslage keine Konsequenzen hatte. Zu einer Veröffentlichung des Anklagetextes kam es nicht.

## Rezeption in der Nachkriegszeit
Eine neue Dynamik gewann der Fall Nemmersdorf nach Kriegsende vor dem Hintergrund der Vertreibung der deutschen Bevölkerung aus den Gebieten östlich der Oder-Neiße-Linie und des aufkommenden Kalten Krieges. Die Berichte über die Ereignisse wurden in der Bundesrepublik Deutschland zu einem Teil der Erinnerungskultur und erfuhren zahlreiche inhaltliche Änderungen. Bereits 1946 gab Erich Dethleffsen zu Protokoll, die sowjetischen Soldaten hätten in Nemmersdorf mehrere Personen lebendig an Scheunentore genagelt und neben einheimischen Zivilisten auch rund 50 französische Kriegsgefangene erschossen. In den Jahren darauf meldeten sich immer mehr ehemalige Autoren zu Wort, die durch Zeugen von Massenvergewaltigungen, von Panzern überrollten Zivilisten und kastrierten Männern erfahren haben wollten. Diese Schilderungen gipfelten im vermeintlichen Augenzeugenbericht, den Karl Potrek 1953 unter einem Pseudonym verfasste: Er sprach von 72 ermordeten Frauen und Kindern in Nemmersdorf, Kreuzigungen nackter Frauen an Scheunentüren und Axtmorden an alten Frauen. Unter den Toten sei nur ein einziger erwachsener Mann, der Rest seien Frauen und Kinder gewesen. Laut Potrek wurden die Toten erst nach fünf Tagen bestattet, was mit keiner der Aussagen früherer Zeugen vereinbar ist. Von den Toten am Behelfsbunker oder auf Gut Schrödershof war in den bundesdeutschen Berichten der Nachkriegszeit hingegen nur noch selten die Rede. Potreks Aussagen wurden 1971 von Rudolf Grenz veröffentlicht. Neben Potrek berief sich Grenz auch auf eine Reihe weiterer fragwürdiger Zeugen, durch Augenzeugen verbürgte Begebenheiten sind in seinem Werk oft stark dramatisiert und teils verfälscht. Werke aus späteren Jahrzehnten, unter anderem von Alfred de Zayas, beriefen sich häufig auf Grenz und seine Zeugen; vor allem Karl Potrek, der wahrscheinlich nie vor Ort war, wurde am häufigsten zitiert. Die Zeitzeugen Gerda Meczulat und Johannes Schewe veröffentlichten zwar Ende der 1970er ihre Erinnerungen, sie wurden jedoch auch von späteren Autoren übergangen. Fotografien der Propagandakompanie sowie Berichte und Artikel offizieller NS-Stellen wurden im bundesdeutschen Diskurs als verlässliche Quellen betrachtet. Lediglich de Zayas bemühte sich um eine Überprüfung einiger Berichte durch ihre noch lebenden Urheber.
Die Zuspitzung der Berichterstattung über Nemmersdorf in der Bundesrepublik erklären Eva und Hans-Henning Hahn als Verdrängung einer deutschen Mitverantwortung für die Aussiedlung der deutschen Bevölkerung aus den Ostgebieten. Bernhard Fisch vermutet hingegen eine Reaktion auf den Blockgegensatz im Kalten Krieg, bei dem der ideologische Gegner Sowjetunion dämonisiert wurde.

## Aufarbeitung nach der Wende
Bernhard Fisch beschäftigte sich seit seiner Jugend und Aussiedlung in die Deutsche Demokratische Republik mit Nemmersdorf, konnte aber lange Zeit kaum dazu forschen, da die DDR-Führung die Aufarbeitung sowjetischer Kriegsverbrechen unterdrückte. Die Sowjetunion wiederum bestritt von Anfang an jede Verantwortung für die Vorfälle, sie werden auch in jüngeren russischen Geschichtsbüchern noch als reine Propagandaaktion des NS-Regimes dargestellt. Erst nach der deutschen Wiedervereinigung konnte Fisch offen zu Nemmersdorf forschen und bis 1994 noch lebende Zeitzeugen ausfindig machen. Diese widersprachen ausdrücklich allen nach Kriegsende aufgekommenen Darstellungen des Geschehens und relativierten auch einige der Behauptungen des Völkischen Beobachters. Fisch gelang es ab Ende der 1990er, das Geschehen in und um Nemmersdorf in vielen Teilen zu rekonstruieren, wies aber auch auf bedeutende Lücken in den Quellen hin, die es nicht möglich machten, die Ereignisse vollständig nachzuzeichnen. So ist etwa nach wie vor ungeklärt, aus welchen Gründen Rotarmisten in Nemmersdorf Zivilisten erschossen haben, oder welche Absichten hinter der Entsendung hochrangiger SS- und NSDAP-Mitglieder an den Ort des Massakers standen. Mit Blick auf die veränderte Quellenlage übten Fisch sowie Eva und Hans Henning Hahn scharfe Kritik an früheren westdeutschen Historikern, die das Massaker von Nemmersdorf fahrlässig, unkritisch oder verfälschend dargestellt hätten.
Neben dem Lob für seine Quellenarbeit brachten diese Deutungen Fisch allerdings auch Kritik ein. So bemängelt etwa Karl-Heinz Frieser, dass Fischs Darstellung fast ausschließlich auf mündlichen Zeitzeugenberichten beruhe und in ihrer Interpretation der Ereignisse zu positiv gegenüber der Roten Armee ausfalle. Frieser bemängelt eine Verzerrung, die sich durch den großen zeitlichen Abstand, die notwendigerweise unvollständige Befragung von Augenzeugen und eine einseitige Gewichtung von Quellen, die Fischs Deutung widersprächen. Einen von Fischs Rekonstruktion abweichenden Ablauf der Ereignisse in Nemmersdorf stellt Frieser nicht dar. Er bringt das Geschehen aber in einen Zusammenhang mit Kriegsverbrechen, die sowjetische Soldaten flächendeckend in Ostpreußen begangen hätten, eventuell auch mit Billigung der Armeeführung. Für ihn stellt das Massaker von Nemmersdorf einen kurzen Motivationsschub für die deutschen Soldaten dar, mit dem Stalin die Herrschaft Hitlers vorübergehend stabilisiert und damit seinen Sturz hinausgezögert habe. Ian Kershaw schildert das Massaker von Nemmersdorf in seiner Monografie zur Niederlage des Dritten Reiches vor allem anhand zeitgenössischer Militärberichte, Fischs Buch von 1997 und Theodor Schieders Bericht zur Vertreibung der Deutschen aus den Ostgebieten aus den 1950er Jahren und kommt zu ähnlichen Opferzahlen wie Fisch. Er schließt sich Friesers Kritik an Fischs Buch vorsichtig an, er habe die sowjetischen Soldaten an einigen Stellen zu positiv dargestellt. Die Hergänge in Nemmersdorf, so Kershaw, seien bis heute unklar und angesichts der Verquickung authentischer Berichte mit zeitgenössischer Propaganda und Verklärung im Nachkriegsdeutschland schwer zu rekonstruieren. Das dadurch entstandene Bild des Massakers von Nemmersdorf sei in seinen Folgen sehr viel wirkmächtiger gewesen als faktengetreue Aufarbeitungen der Ereignisse.
In der historischen Forschung gilt das Massaker heute als Kriegsverbrechen der sowjetischen Soldaten. Es wird in Deutschland als Vorzeichen für die Verbrechen gedeutet, die diese bei ihrem weiteren Vormarsch begingen, namentlich die Massenvergewaltigungen des Jahres 1945.

## Belege

### Verwendete Literatur
- Frank Bajohr, Dieter Pohl: Der Holocaust als offenes Geheimnis: die Deutschen, die NS-Führung und die Alliierten. Beck, München 2006, ISBN 978-3-406-54978-6.
- Bernhard Fisch: Nemmersdorf, Oktober 1944. Was in Ostpreußen tatsächlich geschah. edition ost, Berlin 1997, ISBN 3-932180-26-7.
- Bernhard Fisch: Was haben die Augenzeugen wirklich gesehen? Erfahrungsbericht über die Quellen zu den Ereignissen im ostpreußischen Nemmersdorf am 21. und 22. Oktober 1944. In: Bulletin für Faschismus- und Weltkriegsforschung. Band 12, 1999, S. 30–65.
- Bernhard Fisch: Nemmersdorf 1944 – nach wie vor ungeklärt. In: Gerd Ueberschär (Hrsg.): Orte des Grauens: Verbrechen im Zweiten Weltkrieg. Primus, Darmstadt 2003, ISBN 3-89678-232-0, S. 155–167.
- Bernhard Fisch: Nemmersdorf im Oktober 1944. In: Elke Schersjanoi (Hrsg.): Rotarmisten schreiben aus Deutschland. Briefe von der Front (1945) und historische Analysen. K. G. Sauer, München 2004, ISBN 3-598-11656-X, S. 287–304.
- Bernhard Fisch: Nemmersdorf 1944 – ein bisher unbekanntes zeitnahes Zeugnis. In: Zeitschrift für Ostmitteleuropa-Forschung. Band 56 (1), 2007, S. 105–114, doi:10.25627/20075618692.
- Karl-Heinz Frieser: Die erfolgreichen Abwehrkämpfe der Heeresgruppe Mitte im Herbst 1944. In: Karl-Heinz Frieser (Hrsg.): Das Deutsche Reich und der Zweite Weltkrieg. Band 8: Die Ostfront 1943/44. Der Krieg im Osten und an den Nebenfronten. Deutsche Verlags-Anstalt, München 2007, ISBN 978-3-421-06235-2, S. 619–622.
- Rudolf Grenz: Stadt und Kreis Gumbinnen. Eine ostpreußische Dokumentation. Kreisgemeinschaft Gumbinnen in der Landsmannschaft Ostpreußen e. V., Marburg/Lahn 1971.
- Hans Goldenbaum: Nicht Täter, sondern Opfer? Ilja Ehrenburg und der Fall Nemmersdorf im kollektiven Gedächtnis der Deutschen. In: Hallische Beiträge zur Zeitgeschichte. Band 17, 2007, S. 7–38.
- Eva Hahn, Hans-Henning Hahn: Die Vertreibung im deutschen Erinnern: Legenden, Mythos, Geschichte. Schöningh, Paderborn 2010, ISBN 978-3-506-77044-8.
- Ian Kershaw: Das Ende. Kampf bis in den Untergang, NS-Deutschland bis 1944/45. Deutsche Verlags-Anstalt, München 2011, ISBN 978-3-421-05807-2, S. 166–182.
- Alexander Mikaberidze (Hrsg.): Atrocities, Massacres, and War Crimes. An Encyclopedia. 2013, ISBN 978-1-59884-925-7.
- Henning Köhler: Deutschland auf dem Weg zu sich selbst. Eine Jahrhundertgeschichte. Hohenheim, Stuttgart 2002, ISBN 3-89850-057-8.
- Alfred M. de Zayas: Die Anglo-Amerikaner und die Vertreibung der Deutschen. Ullstein, Berlin 1996, ISBN 3-548-33206-4.